# Albert Dhulst

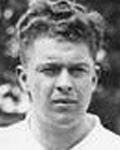
Dhulst 1933

Albert Dhulst (* 1910 in Roubaix; † 20. oder 21. Jahrhundert) war ein französischer Fußballspieler.

## Karriere
Dhulst zählte als Abwehrspieler zu dem Kader des Excelsior AC Roubaix, der in der Saison 1932/33 zur Erstaustragung der Division 1 als höchste französische Spielklasse antrat und damit an der Begründung des Profifußballs in Frankreich teilnahm. Am 11. September 1932 stand er beim 2:2 gegen den Club Français Paris auf dem Platz, womit er beim ersten Spiel in der neuen Liga aufgeboten wurde. Fortan war er unangefochtener Stammspieler und war auch gesetzt, als sein Klub das Pokalfinale 1933 erreichte; die Partie gegen den Stadtrivalen RC Roubaix entschied man mit 3:1 für sich, was Dhulst den ersten Titelgewinn seiner Laufbahn einbrachte.
Anschließend blieb er dem Verein treu, auch wenn er keine weiteren Titel einfahren konnte. Der Kriegsausbruch im Jahr 1939 und die dadurch verursachte Einstellung des offiziellen Wettbewerbs zwang ihn zur Unterbrechung seiner Karriere. Bis dahin hatte der Spieler in allen 194 ausgetragenen Erstligapartien auf dem Rasen gestanden und hatte in einer Zeit, in der Ein- und Auswechslungen nicht möglich waren, keine Minute des Spielbetriebs verpasst; er ist der einzige Profi, dem dies gelang. Im Trikot des CO Roubaix-Tourcoing kehrte er für die Spielzeit 1945/46 in die erste Liga zurück, lief allerdings nur noch zweimal auf und beendete nach insgesamt 196 Auftritten ohne Tor in der obersten Spielklasse seine Laufbahn.